# Digestive Endoscopy
Digestive Endoscopy, abgekürzt Dig. Endosc., ist eine wissenschaftliche Fachzeitschrift, die vom Wiley-Blackwell-Verlag im Auftrag der japanischen gastroenterologischen Endoskopiegesellschaft veröffentlicht wird. Die Zeitschrift erscheint mit sechs Ausgaben im Jahr. Es werden Arbeiten veröffentlicht, die sich mit der Anwendung der Endoskopie für gastrointestinale Erkrankungen beschäftigen.
Der Impact Factor lag im Jahr 2014 bei 2,058. Nach der Statistik des ISI Web of Knowledge wird das Journal mit diesem Impact Factor in der Kategorie Chirurgie an 70. Stelle von 198 Zeitschriften und in der Kategorie Gastroenterologie & Hepatologie an 54. Stelle von 76 Zeitschriften geführt.